# Jan Kůrka
Jan Kůrka (ur. 29 maja 1943 w Pelhřimovie), czechosłowacki strzelec sportowy. Złoty medalista olimpijski z Meksyku.
Specjalizował się w strzelaniu karabinowym. Zawody w 1968 były jego jedynymi igrzyskami olimpijskim. Triumfował w karabinku małokalibrowym leżąc na dystansie 50 metrów, wyprzedził Węgra László Hammerla i Nowozelandczyka Iana Ballingera. Był medalistą mistrzostw Europy w 1969 i wielokrotnym mistrzem kraju. Po zakończeniu kariery sportowej pracował jako trener.